# Inbal Pezaro
Inbal Pezaro (em hebraico:  ענבל פיזרו) (Kibutz Yizrael, 26 de março de 1987) é uma atleta paralímpica israelita.

## Biografia
Ao nascer, Inbal sofreu complicações nos vasos sanguíneos da medula espinhal, o que provocou uma paraplegia. Aos cinco anos começou a praticar desportos no centro "ILAN" (Associação Israelita para Meninos com Discapacidade) em Haifa. Seus progressos levaram-na a competir nos campeonatos nacionais seis anos depois.
Aos 12 anos, Pezaro já competia em certames internacionais de natação. Para poder realizar seu serviço militar no exército israelita, ofereceu-se como voluntária e foi certificada como instrutora de natação no Instituto Wingate.

## Trajetória
Entre os anos 2001 e 2006, conquistou duas medalhas de ouro e três de prata nos campeonatos mundiais de Itália, Argentina e África do Sul. Como reconhecimento a suas qualidades desportivas e humanas, em 2002 teve a honra de acender uma tocha durante as celebrações do Dia da Independência de Israel.
Participou nos Jogos Paralímpicos de Atenas de 2004 e nos Jogos Paralímpicos de Pequim de 2008. Em Atenas conquistou uma medalha de bronze e outra de prata. Em Pequim ganhou uma medalha de prata na jornada inaugural, após chegar em segundo lugar na concorrência de 100 metros estilo livre, estabelecendo um novo recorde israelita com 1:12.57 minutos. Pezaro recebeu uma segunda medalha, depois de finalizar em segundo lugar na concorrência de 200 metros livres S5. Bela Hlavackova da República Checa venceu Pezaro nos 100 peito SB4, ganhando assim Inbal sua terceira medalha de prata dos Jogos Paralímpicos de Pequim. Inbal Pezaro converteu-se então, numa das mais importantes estrelas do seu país por sua espléndida participação nos Jogos Paralímpicos de Pequim.
No ano 2010 suas vitórias continuaram no Campeonato Mundial celebrado na Holanda, conquistando uma nova medalha de ouro e duas de prata. Em 2012, classificou-se para participar nos Jogos Paralímpicos de Londres a celebrar-se nesse mesmo ano, onde novamente conquistou uma medalha no dia da inauguração dos jogos, com um terceiro posto em 50m estilo livre.

## Prêmios e distinções
- 2002 - Acendimento da tocha no Yom HaZikaron, durante as celebrações do 54° Aniversário da Independência de Israel.
- 2007 - Prémio ao "Desportista do Ano" outorgado pela "Associação Israelita de Desportos para Deficientes".
- 2008 - Prémio ao "Desportista do Ano" outorgado pelo Jerusalem Post.
- 2009 - Portadora da Tocha Olímpica na XVIII Macabíada.